# Linards
 Linards  (en occitano  Linards ) es una población y comuna francesa, situada en la región de Lemosín, departamento de Alto Vienne, en el distrito de Limoges y cantón de Châteauneuf-la-Forêt.

## Demografía
| 1459 | 1360 | 1203 | 1100 | 1059 | 1058 | 1083 |
| Para los censos de 1962 a 1999 la población legal corresponde a la población sin duplicidades (Fuente: INSEE [Consultar]) |      |      |      |      |      |      |